# Ризобактерии
Ризобактерии – это бактерии, обитающие в ризосфере растений (области вокруг корней), которые могут оказывать вредное (паразитические разновидности), нейтральное или благотворное влияние на рост растений. Те из них, что положительно влияют на рост и продуктивность растений, называются ризобактериями, стимулирующими рост растений (PGPR). Название происходит от греческого слова «rhiza», что означает «корень». Термин PGPR был впервые использован Джозефом В. Клёппером в конце 1970-х годов и стал широко применяться в научной литературе. 
Бактерии колонизируют поверхность корней растений, питаясь выделяемыми ими органическими веществами (аминокислотами, сахарами и органическими кислотами). Большинство бактерий (кроме цианобактерий) гетеротрофны и зависят от органических соединений, производимых автотрофами, в основном растениями. Стимуляция роста корней выгодна ризобактериям, так как корни служат и местом обитания, и источником питания.

## Представители
Зарегистрированные PGPR включают представителей родов: Acinetobacter, Aeromonas, Agrobacterium, Allorhizobium, Arthrobacter, Azoarcus, Azorhizobium, Azospirillum, Azotobacter, Bacillus, Bradyrhizobium, Burkholderia, Caulobacter, Chromobacterium, Delftia, Enterobacter, Flavobacterium, Frankia, Gluconacetobacter, Klebsiella, Mesorhizobium, Micrococcus, Paenibacillus, Pantoea, Pseudomonas, Rhizobium, Serratia, Streptomyces, Thiobacillus и др.
Среди грамотрицательных бактерий наиболее эффективным колонизатором корней является род Pseudomonas. В одном грамме ризосферной почвы содержится приблизительно 10⁸–10¹² бактериальных клеток.

## Применение

### Альтернатива удобрениям и пестицидам
PGPR – экологичная альтернатива химическим удобрениям и пестицидам, особенно важная при засухе, которая усугубляется изменением климата. PGPR помогают растениям переносить засуху несколькими способами:
- Снижение уровня этилена: PGPR с ACC-деаминазной активностью расщепляют предшественник этилена, уменьшая негативное влияние этого гормона на рост корней при засухе.
- Фиксация азота: Некоторые PGPR фиксируют атмосферный азот, делая его доступным для растений, что важно в стрессовых условиях.
- Синтез фитогормонов: PGPR производят ауксины, цитокинины и гиббереллины, стимулирующие рост и развитие растений.
- Улучшение корневой системы: PGPR способствуют развитию более мощных корней, улучшая поглощение воды.

Совместное применение PGPR с органическими добавками (биоуголь, компост) усиливает их эффективность. Эти добавки улучшают структуру почвы, удерживают влагу и питают растения и микроорганизмы, повышая устойчивость растений к засухе.

### Биоремедиация
Промышленная деятельность привела к накоплению тяжёлых металлов в почве, негативно влияя на рост и урожайность сельскохозяйственных культур. Превышение допустимой концентрации тяжёлых металлов вызывает генетические изменения в растениях, изменяя состав белков, что опасно для здоровья человека и животных. Биоремедиация с использованием ризобактерий, стимулирующих рост растений (PGPR),  — эффективный метод снижения токсичности тяжёлых металлов. PGPR защищают растения, адсорбируя и связывая металлы вне клетки, снижая их концентрацию и образуя внутриклеточные комплексы.